# Italiano Anthem
Italiano Anthem è un singolo del rapper italiano Sfera Ebbasta e del produttore discografico giamaicano Rvssian, pubblicato il 22 aprile 2022 come primo estratto dall'EP Italiano.

## Descrizione
Il brano è stato composto su un campionamento del brano L'italiano di Toto Cutugno del 1983 e segna la seconda collaborazione tra i due artisti dopo il singolo Pablo del 2018.

## Video musicale
Il video, diretto da Latemilk e girato sull'isola di Capri, è stato reso disponibile in simultanea con l'uscita del singolo.

## Tracce
Testi di Gionata Boschetti e Cristiano Minellono, musiche di King Kosa, Nathalia Marshall, Toto Cutugno e Tarik Johnston.
1. Italiano Anthem – 2:15

## Classifiche
| Classifica (2022) | Posizione massima |
| ----------------- | ----------------- |
| Italia            | 2                 |
| Svizzera          | 74                |